# Atractocarpus benthamianus
Atractocarpus benthamianus är en måreväxtart som först beskrevs av Ferdinand von Mueller, och fick sitt nu gällande namn av Christopher Francis Puttock. Atractocarpus benthamianus ingår i släktet Atractocarpus och familjen måreväxter.

## Underarter
Arten delas in i följande underarter:
- A. b. benthamianus
- A. b. glaber